# Antal Szalay
Antal Szalay (en húngaro: Szalay Antal; 12 de marzo de 1912-21 de abril de 1960) fue un jugador y entrenador de fútbol húngaro. En su etapa como jugador profesional se desempeñaba como centrocampista.

## Selección nacional
Fue internacional con la selección húngara en 24 ocasiones. Formó parte de la selección subcampeona de la Copa del Mundo de 1938.

### Participaciones en Copas del Mundo
| Mundial                        | Sede    | Resultado        | Partidos | Goles |
| ------------------------------ | ------- | ---------------- | -------- | ----- |
| Copa Mundial de Fútbol de 1934 | Italia  | Cuartos de final | 1        | 0     |
| Copa Mundial de Fútbol de 1938 | Francia | Subcampeón       | 3        | 0     |

## Clubes

### Como jugador
| Club      | País    | Año       |
| --------- | ------- | --------- |
| Újpest FC | Hungría | 1930-1940 |

### Como entrenador
| Club                | País      | Año    |
| ------------------- | --------- | ------ |
| FC UTA Arad         | Rumania   | 1945-? |
| FC Craiova          | Rumania   | ¿-?    |
| US Carrarese        | Italia    | ¿-?    |
| Pro Patria Calcio   | Italia    | ¿-?    |
| St. George Budapest | Australia | ¿-?    |

## Palmarés

### Campeonatos nacionales
| Título              | Club      | País    | Año  |
| ------------------- | --------- | ------- | ---- |
| Nemzeti Bajnokság I | Újpest FC | Hungría | 1931 |
| Nemzeti Bajnokság I | Újpest FC | Hungría | 1933 |
| Nemzeti Bajnokság I | Újpest FC | Hungría | 1935 |
| Nemzeti Bajnokság I | Újpest FC | Hungría | 1939 |

### Copas internacionales
| Título                 | Club      | Sede               | Año  |
| ---------------------- | --------- | ------------------ | ---- |
| Copa de Europa Central | Újpest FC | Budapest (Hungría) | 1939 |

### Distinciones individuales
| Distinción                    | Año  |
| ----------------------------- | ---- |
| Futbolista del año en Hungría | 1935 |